# دونالد ماكاي
دونالد ماكاي هو كيميائي ومهندس وأستاذ جامعي كندي، ولد في 30 أكتوبر 1936 في غلاسكو في المملكة المتحدة.